# Volzrade
Volzrade ist ein Ortsteil der Landstadt Lübtheen im Landkreis Ludwigslust-Parchim in Mecklenburg-Vorpommern. Der Ortsteil gehört zum Stadtbezirk Jessenitz.

## Geografie und Verkehrsanbindung
Volzrade liegt südöstlich der Kernstadt von Lübtheen an der Landesstraße L 06, nordwestlich verläuft die L 061. Die Landesgrenze zu Niedersachsen verläuft 4 km entfernt westlich.

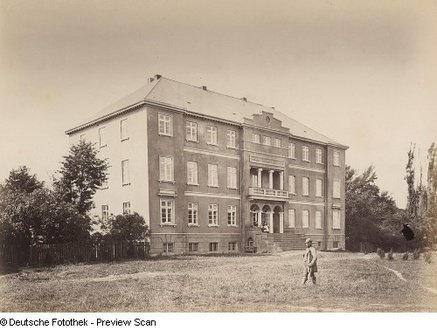
Herrenhaus Volzrade (etwa 1920)

## Orts- und Gutsgeschichte
Volzrade ist ersterwähnt am 14. August 1363. Urkundlich erscheint der Knappe Heinrich von der Hude, zunächst im Pfand derer von Pentz, der späteren Besitzerfamilie. Später entwickelte es sich zum Standort eines konventionellen Lehngutes. Vor 1609 erwarb es Philipp von Pentz, dessen Hauptsitz das Gut Quassel mit Nebengütern in Herrensteinfeld und Wendischhof waren. Philipp war mit Anna Sophia von Pentz-Warsow liiert. Ihr Sohn Kurd sen. von Pentz (1623–1669) verheiratete sich mit Katharina von Bülow-Wedendorf und wurde Gutsherr auf Volzrade. Ihr gemeinsamer Sohn Kurd jun. von Pentz (1642–1719) erwarb Jessenitz hinzu und gründete mit Anna Maria von Pentz-Kammin eine Familie. Beide treten auch aktiv als Patronatsfamilie in der Region in Erscheinung. Kurd von Pentz-Volzrade (1675–1726) übernahm die Besitzung ohne Jessenitz und wurde mecklenburgischer Kapitän (Hauptmann) der Infanterie. Seine Ehefrau war Beate von Zülow. Gutsnachfolger wurde Kurd Friedrich von Pentz (1714–1771). Er war auch Gutsbesitzer in Goldenitz und sächsischer Kammerjunker, seine Frau hieß Marie Dorothea von Hövell. Das Erbe trat deren zweiter Sohn an, Gotthard Wilhelm von Pentz (1743–1798). Er führte Löwitz als zusätzliche Begüterung, wurde mecklenburgischer Oberstleutnant. Zuerst verheiratete er sich mit Agnese Adelheid von Burghagen und hatte mit ihr acht Kinder. Die zweite Ehe schloss er mit Marie Henriette von Lützow. Erbberechtigt wurde aus der ersten Beziehung der zweite Sohn, Karl Friedrich von Pentz (1754–1831). Dieser überließ Volzrade in seinem Testament 1827 seinem illegitimen Sohn August Friedrich Pentz. Das heutige Gutshaus wurde von 1838 bis 1840 erbaut, Umbauten erfolgten 1863 und 1930.
Vor 1900 war Volzrade ein Allodialgut, Größe 919 ha, davon 230 ha Forsten. Der damalige Eigentümer war Ernst Friedrich Otto Pentz. Die Gutsgröße blieb konstant, 1916 allodial bei Hugo Pentz. Letzter Eigentümer war dann bis 1945 der Adoptivsohn des Carl Felix von Schlichtegroll, Karl August Pentz (1884–1969), genannt Karl August von Schlichtegroll-Pentz. auf Volzrade, 919 ha, in Mecklenburg, Amt Hagenow. Er war erfolgreich als Gutsbesitzer und sogar ebenfalls als Autor tätig. Carl August Pentz hatte 1920 Erika Mackensen von Astfeld geheiratet. Das Ehepaar hatte zwei Töchter, Olga und Elisabeth, und drei Söhne Curd, Hugo und Gotthard. Alle fünf Kinder wurden in Hamburg geboren. Die Söhne Curd Friedrich Ernst von Schlichtegroll-Pentz (1921–2016) und Hugo von Schlichtegroll-Pentz (1922–2002) erwarben 1994 das Haus zurück und retteten es damit vor dem Verfall. Hugo von Schlichtegroll-Pentz wohnte bis zu seinem Tod im Jahr 2009 im Gutshaus. Das einstige Gutsarchiv ist heute im Bestand des LHAS.
Das alte Gutshaus Volzrade war zunächst Heimstätte für Flüchtlinge, danach zu DDR-Zeiten Gemeindezentrum und Sitz eines Konsums und einer kleinen Bibliothek. Seit 2019 dient das Anwesen als Hotel.
Anfang des 20. Jahrhunderts fanden in der Nähe von Volzrade mehrfach größere geologische Bohrungen statt. Ende der 1930er Jahre lebten amtlich 99 Einwohner, 55 weiblich und 44 männlich, im Ort.

## Sehenswürdigkeiten

### Baudenkmale
In der Liste der Baudenkmale in Lübtheen ist für Volzrade ein Baudenkmal aufgeführt:
- Das heutige Gutshaus (Gutshausallee 14; Baudenkmal-Nr. 68) entstand 1838 im klassizistischen Stil als zweigeschossiger elfachsiger Putzbau mit Mittelrisalit und Sockelgeschoss. Als Vorbild diente die Villa Godi in der Toskana des berühmten Baumeisters der Renaissance, Andrea Palladio. Das Gutshaus wurde 1863 um ein drittes Geschoss nach Plänen von J. H. Gottfried Krug aufgestockt, wobei Stilelemente der Neorenaissance Eingang fanden.

## Persönlichkeiten
- Carl Felix von Schlichtegroll (1862 in Groß-Behnkenhagen; † 1946 in Volzrade), Schriftsteller und Illustrator, Sekretär und Biograf von Leopold von Sacher-Masoch
- Renate Jacobi, geborene Tietz, 1936 in Volzrade geboren, Prof. Dr.,[20] in: FU Berlin